# Holme (Cambridgeshire)
Holme – wieś w Anglii, w hrabstwie Cambridgeshire, w dystrykcie Huntingdonshire. Leży 40 km na północny zachód od miasta Cambridge i 108 km na północ od Londynu.